# Coppa del Re
La Coppa del Re (in spagnolo Copa del Rey, per esteso Campeonato de España - Copa de Su Majestad el Rey), nota anche come Coppa di Spagna, è la coppa nazionale calcistica spagnola cui partecipano le squadre professionistiche e una selezione di quelle semiprofessionistiche e dilettantistiche.
Al torneo partecipano tutte le 20 squadre della Primera División e le 22 della Segunda División. Partecipano inoltre le prime 5 classificate dei due gironi della Primera División RFEF, le prime 5 classificate dei cinque gironi della Segunda División RFEF, i vincitori dei diciotto gironi e le sei migliori seconde classificate della Tercera División RFEF, le quattro semifinaliste della Copa Federación e le migliori venti squadre non promosse delle massime divisioni regionali.
I turni sono dieci, un preliminare, tre eliminatorie e il tabellone principale dove entrano le quattro squadre qualificate alla Supercoppa spagnola. Tutte le gare sono a eliminazione secca tranne le semifinali giocate in andata e ritorno, mentre la finale si disputa in campo neutro.
È stata disputata per la prima volta nel 1903 con il nome di Copa del Rey, che ha mantenuto fino al 1931 quando divenne Copa de la Republica. Dopo l'interruzione di due stagioni dovuta alla guerra civile spagnola, è ripresa nel 1938-39 con il nome Copa del Generalísimo, in onore di Francisco Franco. Mantenne tale dicitura fino al 1976.
Il vincitore ottiene la qualificazione diretta alla UEFA Europa League per la stagione successiva e può partecipare inoltre alla Supercoppa di Spagna. Se però la squadra vincente risulta qualificata per la Champions League, il posto in Europa League andrà alla sesta classificata de La Liga.

## Albo d’oro
- 1903:  Athletic Bilbao (1)
- 1904:  Athletic Bilbao (2)
- 1905:  Real Madrid (1)
- 1906:  Real Madrid (2)
- 1907:  Real Madrid (3)
- 1908:  Real Madrid (4)
- 1909:  Club Ciclista (1)
- 1910 UEFC:  Athletic Bilbao (3)
- 1910 FEF:  Barcellona (1)
- 1911:  Athletic Bilbao (4)
- 1912:  Barcellona (2)
- 1913 UEFC:  Barcellona (3)
- 1913 FEF:  Rácing de Irún (1)
- 1914:  Athletic Bilbao (5)
- 1915:  Athletic Bilbao (6)
- 1916:  Athletic Bilbao (7)
- 1917:  Real Madrid (5)
- 1918:  Real Unión (2)
- 1919:  Arenas Getxo (1)
- 1920:  Barcellona (4)
- 1921:  Athletic Bilbao (8)
- 1922:  Barcellona (5)
- 1923:  Athletic Bilbao (9)
- 1924:  Real Unión (3)
- 1925:  Barcellona (6)
- 1926:  Barcellona (7)
- 1927:  Real Unión (4)
- 1928:  Barcellona (8)
- 1928-1929:  Espanyol (1)
- 1930:  Athletic Bilbao (10)
- 1931:  Athletic Bilbao (11)
- 1932:  Athletic Bilbao (12)
- 1933:  Athletic Bilbao (13)
- 1934:  Real Madrid (6)
- 1935:  Siviglia (1)
- 1936:  Real Madrid (7)
- 1937-1938: Il torneo non è stato disputato a causa della guerra civile spagnola.
- 1939:  Siviglia (2)
- 1940:  Espanyol (2)
- 1941:  Valencia (1)
- 1942:  Barcellona (9)
- 1943:  Athletic Bilbao (14)
- 1944:  Athletic Bilbao (15)
- 1944-1945:  Athletic Bilbao (16)
- 1946:  Real Madrid (8)
- 1947:  Real Madrid (9)
- 1947-1948:  Siviglia (3)
- 1948-1949:  Valencia (2)
- 1949-1950:  Athletic Bilbao (17)
- 1951:  Barcellona (10)
- 1952:  Barcellona (11)
- 1952-1953:  Barcellona (12)
- 1954:  Valencia (3)
- 1954-1955:  Athletic Bilbao (18)
- 1955-1956:  Athletic Bilbao (19)
- 1957:  Barcellona (13)
- 1958:  Athletic Bilbao (20)
- 1958-1959:  Barcellona (14)
- 1959-1960:  Atlético Madrid (1)
- 1960-1961:  Atlético Madrid (2)
- 1961-1962:  Real Madrid (10)
- 1962-1963:  Barcellona (15)
- 1963-1964:  Real Saragozza (1)
- 1964-1965:  Atlético Madrid (3)
- 1965-1966:  Real Saragozza (2)
- 1966-1967:  Valencia (4)
- 1967-1968:  Barcellona (16)
- 1969:  Athletic Bilbao (21)
- 1969-1970:  Real Madrid (11)
- 1970-1971:  Barcellona (17)
- 1971-1972:  Atlético Madrid (4)
- 1972-1973:  Athletic Bilbao (22)
- 1973-1974:  Real Madrid (12)
- 1974-1975:  Real Madrid (13)
- 1975-1976:  Atlético Madrid (5)
- 1976-1977:  Betis (1)
- 1977-1978:  Barcellona (18)
- 1978-1979:  Valencia (5)
- 1979-1980:  Real Madrid (14)
- 1980-1981:  Barcellona (19)
- 1981-1982:  Real Madrid (15)
- 1982-1983:  Barcellona (20)
- 1983-1984:  Athletic Bilbao (23)
- 1984-1985:  Atlético Madrid (6)
- 1985-1986:  Real Saragozza (3)
- 1986-1987:  Real Sociedad (2)
- 1987-1988:  Barcellona (21)
- 1988-1989:  Real Madrid (16)
- 1989-1990:  Barcellona (22)
- 1990-1991:  Atlético Madrid (7)
- 1991-1992:  Atlético Madrid (8)
- 1992-1993:  Real Madrid (17)
- 1993-1994:  Real Saragozza (4)
- 1994-1995:  Deportivo La Coruña (1)
- 1995-1996:  Atlético Madrid (9)
- 1996-1997:  Barcellona (23)
- 1997-1998:  Barcellona (24)
- 1998-1999:  Valencia (6)
- 1999-2000:  Espanyol (3)
- 2000-2001:  Real Saragozza (5)
- 2001-2002:  Deportivo La Coruña (2)
- 2002-2003:  Maiorca (1)
- 2003-2004:  Real Saragozza (6)
- 2004-2005:  Betis (2)
- 2005-2006:  Espanyol (4)
- 2006-2007:  Siviglia (4)
- 2007-2008:  Valencia (7)
- 2008-2009:  Barcellona (25)
- 2009-2010:  Siviglia (5)
- 2010-2011:  Real Madrid (18)
- 2011-2012:  Barcellona (26)
- 2012-2013:  Atlético Madrid (10)
- 2013-2014:  Real Madrid (19)
- 2014-2015:  Barcellona (27)
- 2015-2016:  Barcellona (28)
- 2016-2017:  Barcellona (29)
- 2017-2018:  Barcellona (30)
- 2018-2019:  Valencia (8)
- 2019-2020:  Real Sociedad (3)
- 2020-2021:  Barcellona (31)
- 2021-2022:  Betis (3)
- 2022-2023:  Real Madrid (20)
- 2023-2024:  Athletic Bilbao (24)
- 2024-2025:  Barcellona (32)

## Titoli per club
| Club                | Vittorie | Anni |
| ------------------- | -------- | --- |
| Barcellona          | 32       | 1910, 1912, 1913, 1920, 1922, 1925, 1926, 1928, 1942, 1951, 1952, 1953, 1957, 1959, 1963, 1968, 1971, 1978, 1981, 1983, 1988, 1990, 1997, 1998, 2009, 2012, 2015, 2016, 2017, 2018, 2021, 2025 |
| Athletic Bilbao     | 24       | 1903, 1904, 1910, 1911, 1914, 1915, 1916, 1921, 1923, 1930, 1931, 1932, 1933, 1943, 1944, 1945, 1950, 1955, 1956, 1958, 1969, 1973, 1984, 2024                                                 |
| Real Madrid         | 20       | 1905, 1906, 1907, 1908, 1917, 1934, 1936, 1946, 1947, 1962, 1970, 1974, 1975, 1980, 1982, 1989, 1993, 2011, 2014, 2023                                                                         |
| Atlético Madrid     | 10       | 1960, 1961, 1965, 1972, 1976, 1985, 1991, 1992, 1996, 2013 |
| Valencia            | 8        | 1941, 1949, 1954, 1967, 1979, 1999, 2008, 2019 |
| Real Saragozza      | 6        | 1964, 1966, 1986, 1994, 2001, 2004 |
| Siviglia            | 5        | 1935, 1939, 1948, 2007, 2010 |
| Real Unión          | 4        | 1913, 1918, 1924, 1927 |
| Espanyol            | 4        | 1929, 1940, 2000, 2006 |
| Real Sociedad       | 3        | 1909, 1987, 2020 |
| Betis               | 3        | 1977, 2005, 2022 |
| Deportivo La Coruña | 2        | 1995, 2002 |
| Arenas Getxo        | 1        | 1919 |
| Maiorca             | 1        | 2003 |

## Statistiche

### Reti[4][5][6][7][8][9]
| Pos. | Nazione                                                             | Nome                    | Reti | Periodo   | Reti per squadra                  |
| ---- | ------------------------------------------------------------------- | ----------------------- | ---- | --------- | --------------------------------- |
| 1    | Spagna (bandiera)                                                   | Telmo Zarra             | 81   | 1939-1957 | 81 Athletic Bilbao                |
| 2    | Spagna (bandiera)                                                   | Josep Samitier          | 70   | 1919-1934 | 65 Barcellona, 5 Real Madrid      |
| 3    | Spagna (bandiera)                                                   | Guillermo Gorostiza     | 62   | 1929–1946 | 37 Athletic Bilbao, 25 Valencia   |
| 4    | Argentina (bandiera)                                                | Lionel Messi            | 56   | 2004–2021 | 56 Barcellona                     |
| 5    | Spagna (bandiera)                                                   | Quini                   | 55   | 1968–1987 | 38 Sporting Gijón, 17 Barcellona  |
| 6    | Spagna (bandiera)                                                   | Edmundo Suárez          | 52   | 1939–1950 | 52 Valencia                       |
| 7    | Ungheria (bandiera) · Spagna (bandiera)                             | Ferenc Puskás           | 49   | 1958–1966 | 49 Real Madrid                    |
| 8    | Cecoslovacchia (bandiera) · Ungheria (bandiera) · Spagna (bandiera) | László Kubala           | 49   | 1951–1965 | 49 Barcellona                     |
| 9    | Spagna (bandiera)                                                   | Santillana              | 48   | 1970–1988 | 48 Real Madrid                    |
| 10   | Spagna (bandiera)                                                   | César Rodríguez Álvarez | 47   | 1939–1960 | 3 Granada, 36 Barcellona, 8 Elche |

### Presenze
| Pos. | Nazione           | Nome                   | Presenze | Periodo   | Presenze per squadra                           |
| ---- | ----------------- | ---------------------- | -------- | --------- | ---------------------------------------------- |
| 1    | Spagna (bandiera) | Andoni Zubizarreta     | 104      | 1981-1998 | 46 Athletic Bilbao, 32 Barcellona, 26 Valencia |
| 2    | Spagna (bandiera) | José Ángel Iribar      | 101      | 1961-1980 | 93 Athletic Bilbao, 8 Baskonia                 |
| 3    | Spagna (bandiera) | Agustín Gaínza         | 99       | 1940–1959 | 99 Athletic Bilbao                             |
| 4    | Spagna (bandiera) | Luis Arconada          | 92       | 1974–1989 | 92 Real Sociedad                               |
| 5    | Spagna (bandiera) | Alberto Górriz         | 90       | 1978–1993 | 90 Real Sociedad                               |
| 6    | Spagna (bandiera) | Jesús María Zamora     | 89       | 1974–1989 | 89 Real Sociedad                               |
| 7    | Spagna (bandiera) | Juan Antonio Larrañaga | 87       | 1980–1994 | 87 Real Sociedad                               |
| 7    | Spagna (bandiera) | José Francisco Rojo    | 87       | 1965–1982 | 87 Athletic Bilbao                             |
| 9    | Spagna (bandiera) | Carlos Alonso González | 84       | 1971–1988 | 84 Real Madrid                                 |
| 9    | Spagna (bandiera) | Adelardo Rodríguez     | 84       | 1957–1976 | 81 Atlético Madrid, 3 Badajoz                  |